# Edifício Anchieta
O Edifício Anchieta é um prédio localizado no bairro da Consolação, na esquina entre as movimentadas Avenida Paulista, Rua da Consolação e Avenida Angélica, em São Paulo. Projetado em 1941 por MMM Roberto, um dos escritórios mais importantes no cenário da Arquitetura Moderna Brasileira, o edifício Anchieta foi construído em 1941, com amplo jardim frontal, atendia a um novo conceito de moradia, verticalizada, que começava se tornar comum nas áreas centrais da cidade, projetado segundo preceitos de funcionalidade de racionalidade da arquitetura moderna, o edifício possui apartamentos simples e também duplex, como a construção sobre pastilhas coloridas [http://spcultura.prefeitura.sp.gov.br] Sendo assim, foi financiado e pensado para abrigar funcionários do Instituto de Aposentadorias e Pensões dos Industriários (IAPI).
Com 2970,60m² de área total e 12331,38m² de área construída, o prédio foi constituído entre térreo, sobreloja, além de 10 pavimentos tipo terraço e jardim. Possui 60 unidades simples e 12 duplex, o Anchieta era para ser originalmente divido entre uso residencial, comercial e serviços, mas segue, atualmente, somente com uso residencial e comercial. Seus arquitetos foram os irmãos Marcelo (1908-1964), Milton (1914-1956) e Maurício Roberto (1921-1996). O prédio abriga também um dos mais tradicionais restaurantes da cidade, o Bar Riviera.
Atualmente, o Edifício está em processo de tombamento realizado pelo CONPRESP (Conselho Municipal de Preservação do Patrimônio Histórico, Cultural e Ambiental da Cidade de São Paulo) e enquadrado no Plano Regional Estratégico das Subprefeituras da cidade, a ZEPPEC (Zoanas Especiais de Preservação Cultural).

## História

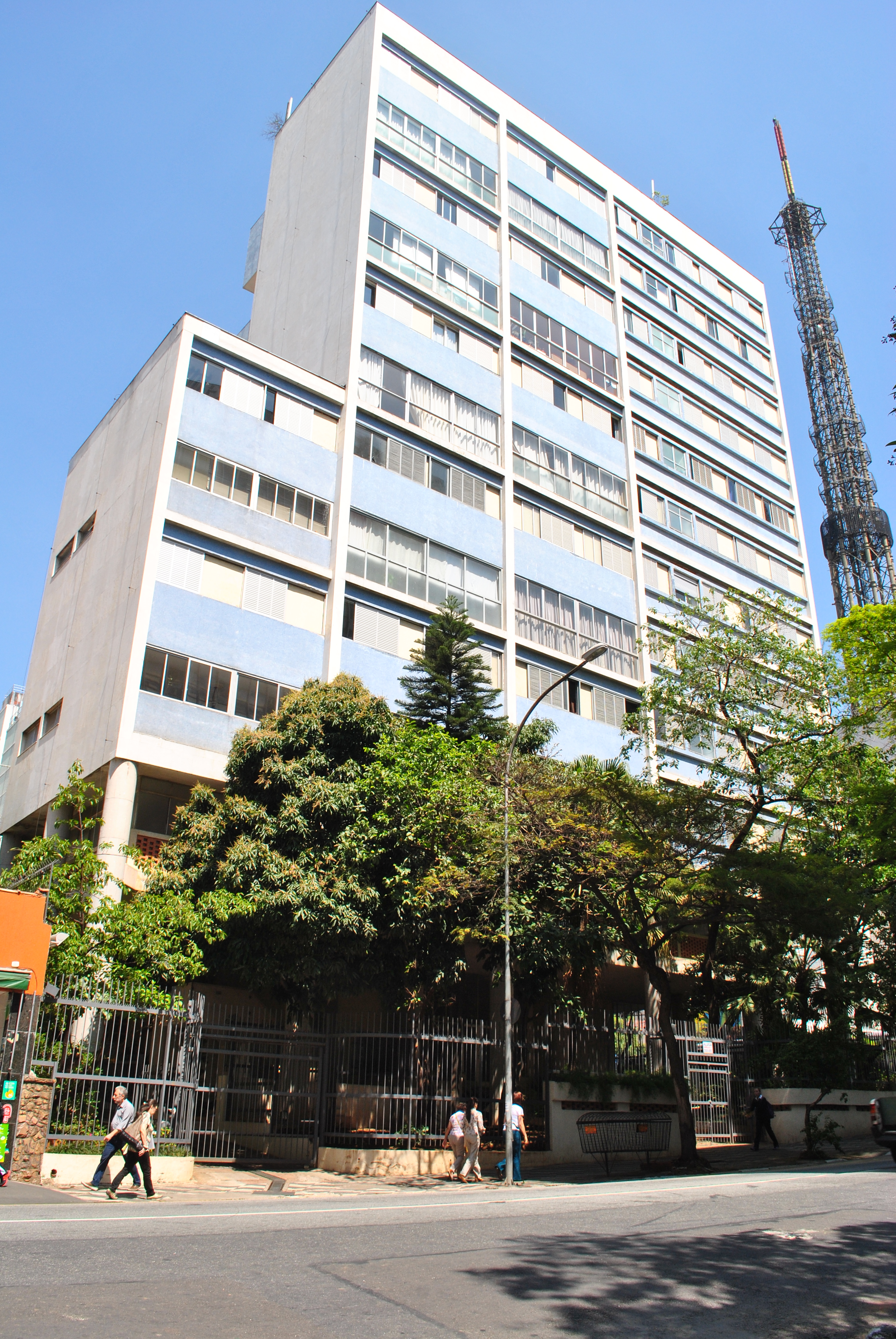
Face lateral para a Avenida Angélica, na qual fica localizada a única saída de automóveis

O Edifício Anchieta foi encomendado e financiado pelo Instituto de Aposentadorias e Pensões dos Industriários (IAPI), com a função de servir como moradia de aluguel para os funcionários da Indústria. Posteriormente, acabou sobre domínio do alto escalão do Instituto e assim durou até o ano de 1966, quando os institutos de pensão e aposentadorias foram fundidos no Instituto Nacional de Previdência Social (INPS).A partir de 1969 o INPS iniciou a venda dos seus imóveis, autorizado pelo Decreto-Lei 713 de 29/07/1969.
Durante a década de 70, o prédio sofreu sua primeira alteração estrutural. Com a aprovação do projeto de alargamento da Avenida Paulista em 20 metros, aprovado pela Lei 7.166 de 17 de julho de 1968, o edifício perdeu seu jardim voltado à Avenida Paulista. Outra mudança sofrida foi alteração das duas portarias de veículos antes orientadas para a Avenida Angélica e a Rua da Consolação. Com oprojeto de alargamento da Rua da Consolação e a construção da galeria subterrânea de pedestres, também conhecida como Passagem Literária da Consolação, esse acesso foi fechado e manteve somente a saída para a Avenida Angélica.  

## Escritório MMM Roberto

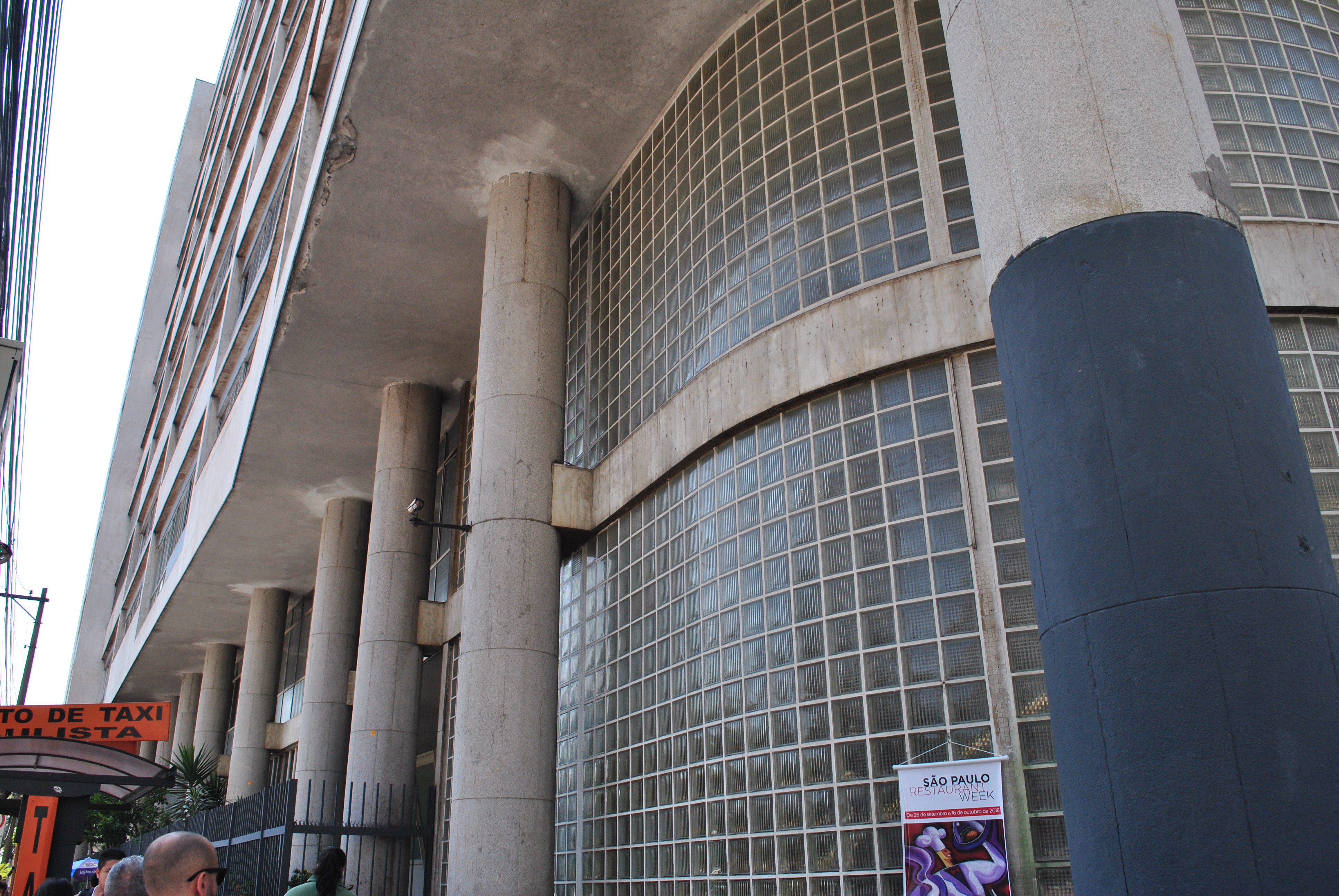
Detalhes arquitetônicos da fachada, face para Avenida Paulista.

Um dos mais importantes escritórios de Arquitetura Moderna Brasileira, o MMM Roberto, foi fundado em 1935 no Rio de Janeiro pelos irmãos Marcelo (1908-1964) e Milton (1914-1956) e, posteriormente, integrado pelo terceiro irmão Maurício Roberto (1921-1996).
Entre os anos de 1935 e 1996 de sua existência, o escritório passou por três nomes diferentes. Fundado em 1935, foi batizado somente como MM Roberto, através da junção dos nomes Marcelo e Milton. Posteriormente, em 1941, com a entrada de Maurício à equipe, o escritório passou a adotar o nome mais famoso e que consagrou os irmãos na arquitetura: MMM Roberto.  Somente em 1964, após a morte de Marcelo e Milton, Maurício renomeou a companhia para M Roberto Empreendimentos de Arquitetura Ltda.
Os irmão são responsáveis também pelo projeto do Edifício-sede da Associação Brasileira de Imprensa, a ABI, construído no ano de 1943 no Rio de Janeiro.  Forte referência no movimento arquitetônico moderno brasileiro, o projeto traz inovações como a utilização do brise-soleil e “o primor no detalhamento de esquadrias que evidenciam a preocupação com o conforto térmico e com a necessidade de adequar a arquitetura ao clima”  Os irmãos Roberto foram os pioneiros na utilização de brise-soleil, e isso fez com que eles entrassem para a história da arquitetura brasileira.
Além do Edifício-sede da Associação Brasileira de Imprensa, os irmãos Roberto também assinam a estação de passageiros do Aeroporto Santos Dumont, resultado de um concurso em 1938. 

## O Bar Riviera

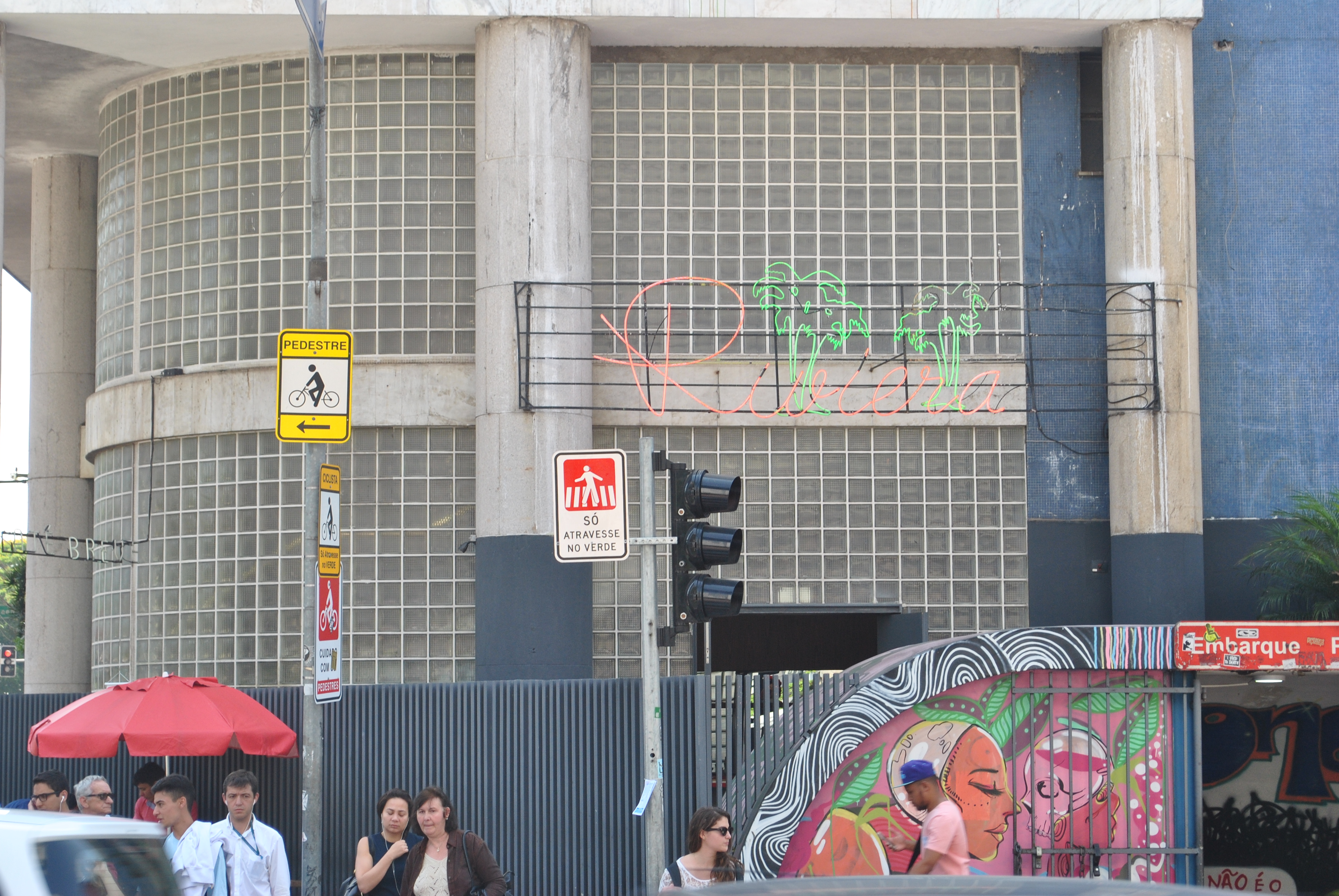
Famoso reduto cultural, o Bar Riviera foi fundado em 1949 ocupando térreo e sobreloja do Edifício Anchieta, com face para a Rua da Consolação.

Ponto de encontro fervoroso entre artistas e intelectuais, o estabelecimento ficou conhecido por receber grandes nomes nacionais como Chico Buarque, Toquinho e Elis Regina, como escreveu Valdir Sanches no texto "A casa na Rua da Consolação onde estudantes e artistas falavam mal da ditadura fechou depois de 57 anos" para o jornal O Estado de São Paulo, publicado em 26 de abril de 2006.
| “ | Chico Buarque de Hollanda desceu de um táxi, com uns amigos, na Rua da Consolação, esquina com Paulista. O que ia fazer num lugar desses, em plena madrugada? Ora, estava chegando ao mais famoso reduto da esquerda festiva da cidade nos anos da ditadura. | ” |

O bar serviu de inspiração para composições artísticas diversas. Em 1979 o músico Arrigo Barnabé lança junto a seu primeiro disco, "Clara Crocodilo", a canção "Diversões Eletrônicas", na qual traz um trecho em que se passa no ambiente do Bar. 

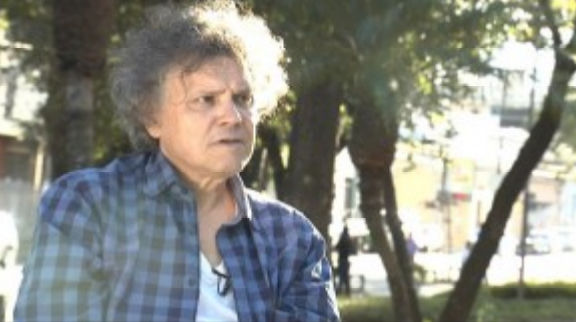
Compositor Arrigo Barnabé

| “ | “Era um balcão de bar de fórmica vermelha E você ali, naquele balcão - de quê? De fórmica vermelha Chorando, embriagado, pedia: "garçon, mais um Gin tônica" Mas ele te avisou: "Você já bebeu muito, já bebeu demais. Vai pra casa, moleque” | ” |

Embora o auge durante as décadas de 70 e 80, o Bar Riviera começou a perder público a partir de 1990. Em 2006, após acusações do INSS de que o bar não efetuava os aluguéis desde 1996, Riviera fechou as portas. Após sete anos sem funcionamento, o local reabriu em setembro de 2013 sob comando do renomado chefe de cozinha Alex Atala, também dono de outros estabelecimentos como D.O.M, e do empresário Facundo Guerra. 

## Avenida Paulista

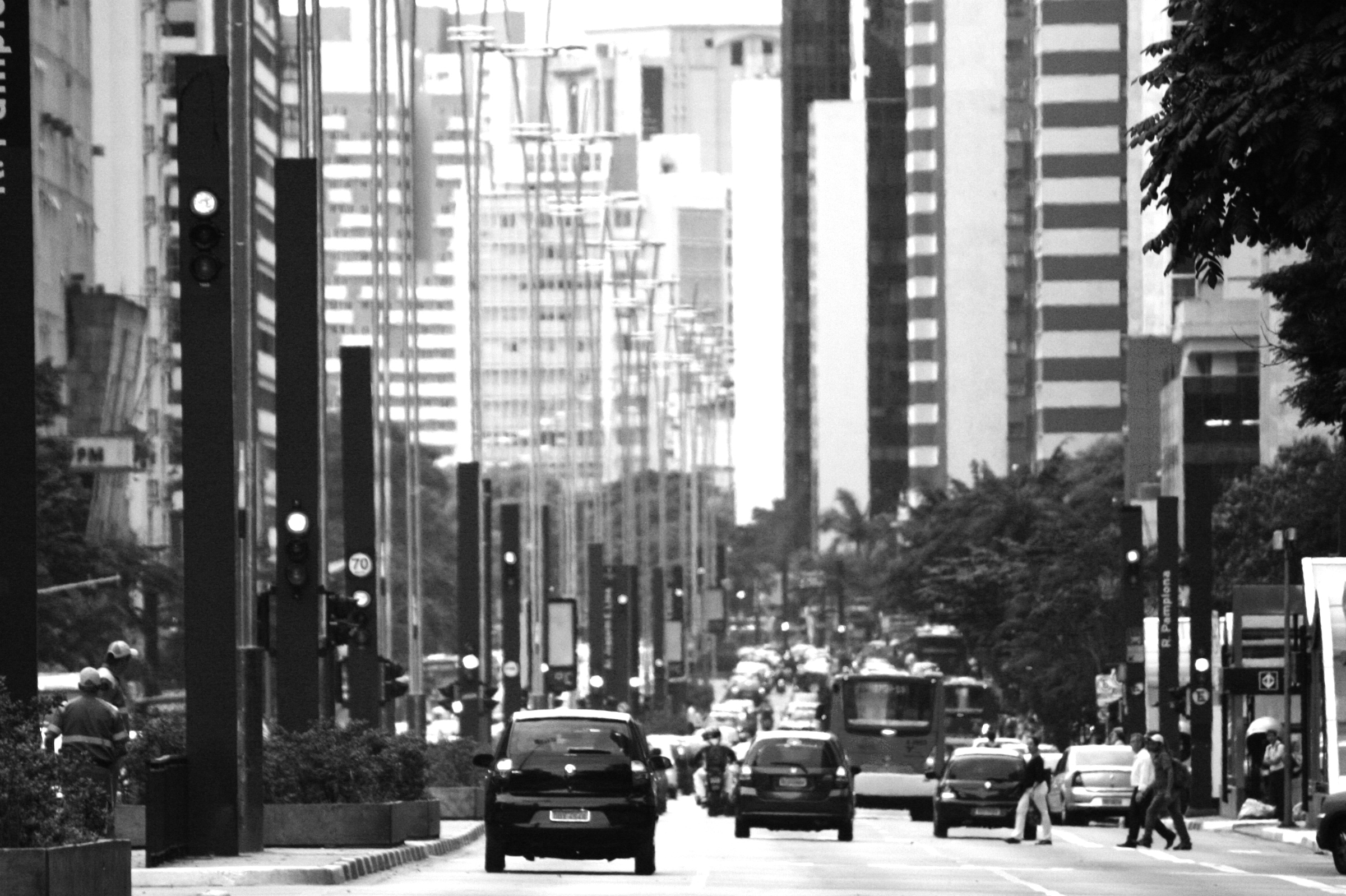
Avenida Paulista

Um das mais importantes vidas do município de São Paulo, a Avenida Paulista está situada no limite entre as zonas Centro-Sul, Central e Oeste; e em uma das regiões mais elevadas da cidade, com cerca de 900 metros acima do nível do mar, chamada de Espigão da Paulista. A avenida é, assim como ponto turístico característico da capital paulista, um dos principais centros financeiros da metrópole. Polo econômico, cultural e de entretenimento, aglomera um grande número de sedes de empresas, bancos, consulados, hotéis, hospitais, como o tradicional Hospital Santa Catarina e instituições científicas, como o Instituto Pasteur, culturais, como o MASP e educacionais, como os tradicionais Colégio São Luís e a Escola Estadual Rodrigues Alves.

## Avenida Angélica
A Avenida Angélica é um logradouro localizado entre os bairros de Santa Cecília e Higienópolis, na cidade de São Paulo, capital do Estado de São Paulo, Brasil. Recebeu seu nome em homenagem à Dona Maria Angélica de Sousa Queirós Aguiar de Barros, proprietária rural e aristocrata brasileira filha do Barão de Sousa Queirós, senador do Império, abastado fazendeiro e proprietário na cidade de São Paulo.
Atualmente onde se localiza a avenida era a Chácara das Palmeiras, com mais de 25 alqueires, abaixo das rua Jaguaribe, que originalmente pertencente a Francisco José Leite Pereira da Gama e depois a Frederico Borghoff. Foi arrematada em leilão, em 23 de janeiro de 1874, por Francisco de Aguiar Barros.
É cortada por importantes vias, como a Avenida Higienópolis e outras ruas importantes do bairro. Há também o Parque Buenos Aires.

## Rua da Consolação

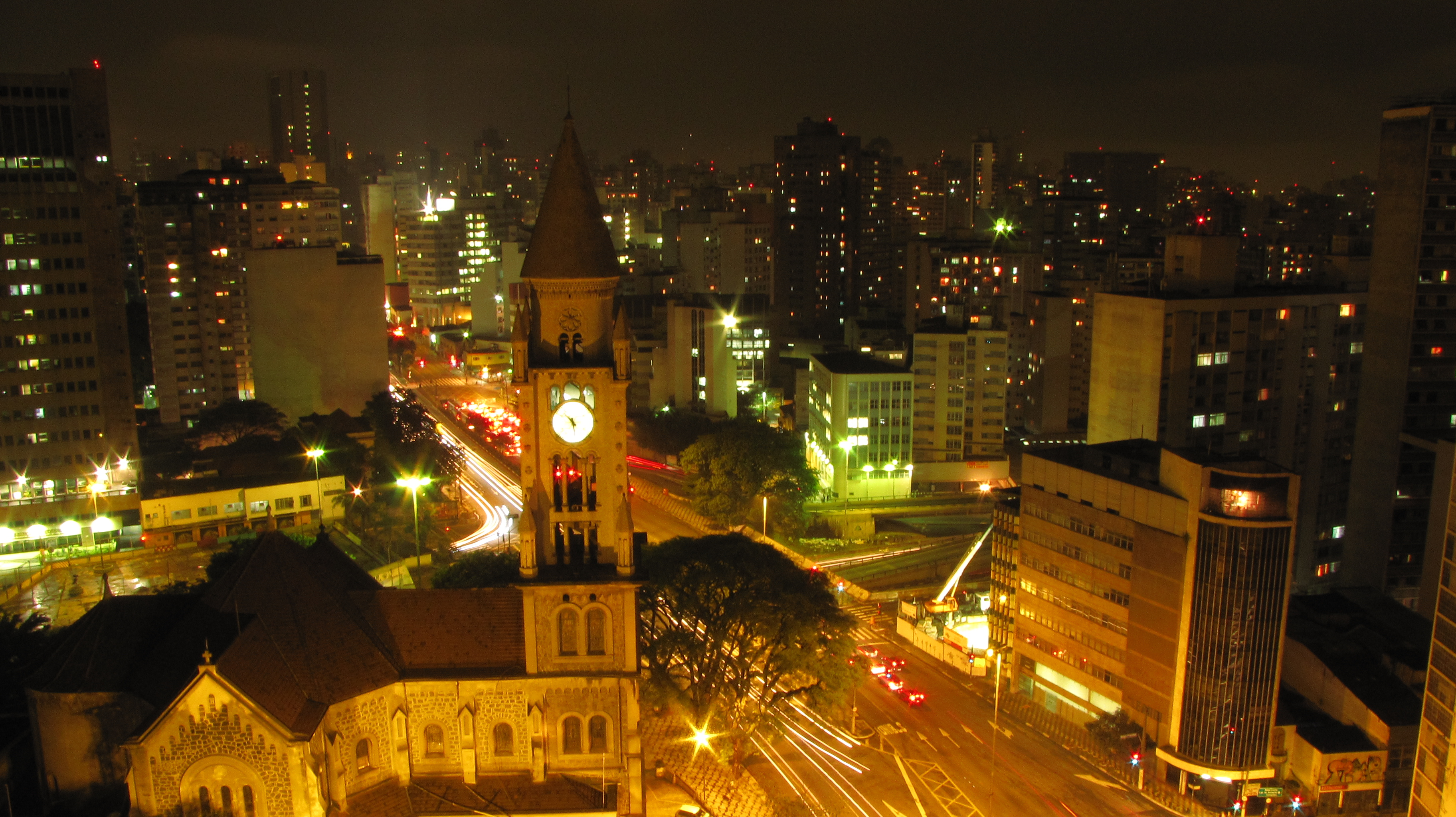
Rua da Consolação próximo à Avenida Ipiranga

Assim como a Avenida Paulista e a Avenida Angélica, a Rua da Consolação é uma das mais importantes vias da cidade de São Paulo. Tem início no Centro da cidade, próximo ao Vale do Anhangabaú e termina na Rua Estados Unidos, nos Jardins. É constituído por três trechos bem distintos. No primeiro, entre o Vale do Anhangabaú até a Avenida São Luís e depois no terceiro trechos, entre a Avenida Paulista e a Rua Estados Unidos, é uma via comum, de uma única pista. No trecho central, contudo, torna-se uma via de oito pistas com duas exclusivas de ônibus, que integra o Corredor de ônibus Campo Limpo-Rebouças-Centro.

## Galeria

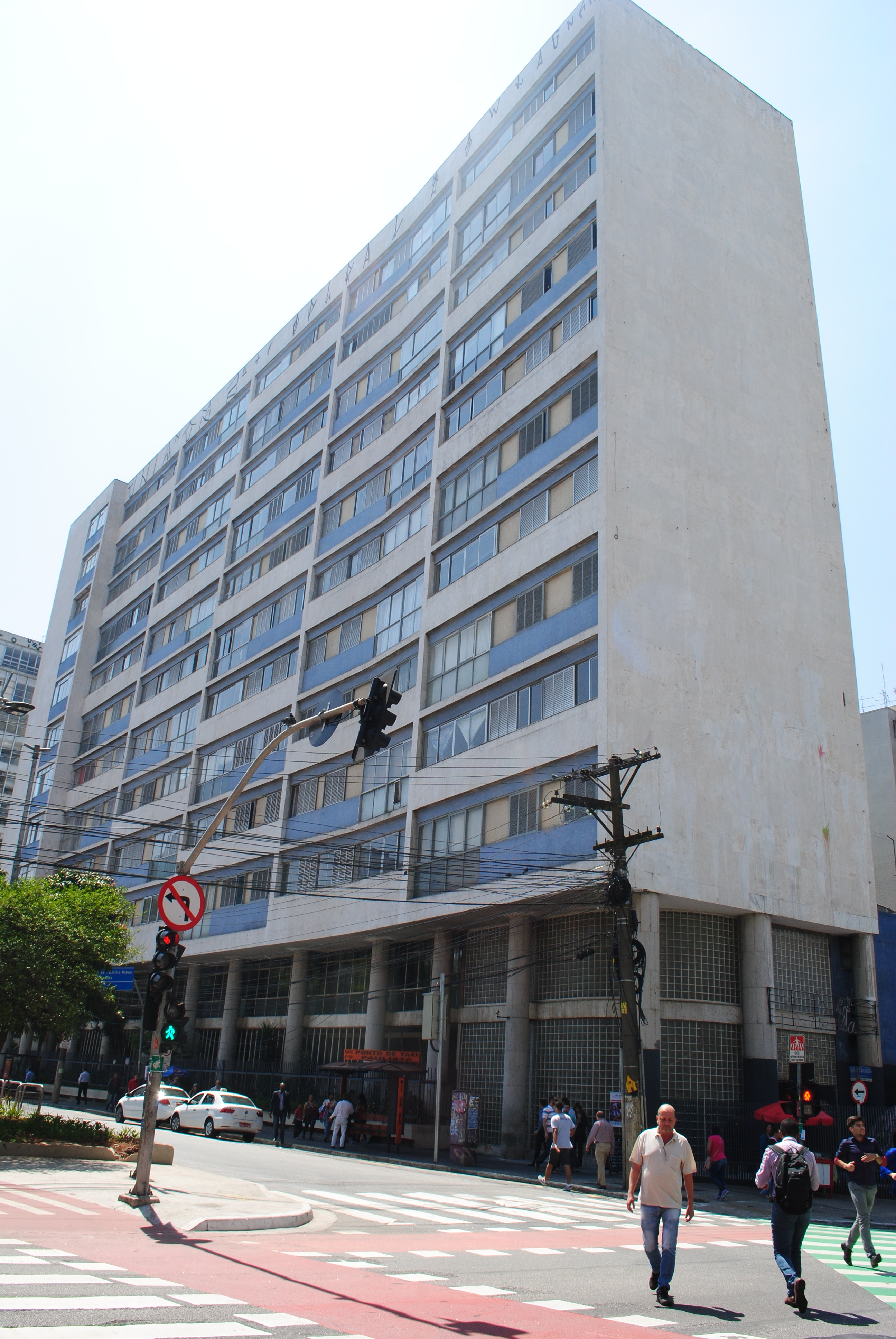
Face para Avenida Paulista.
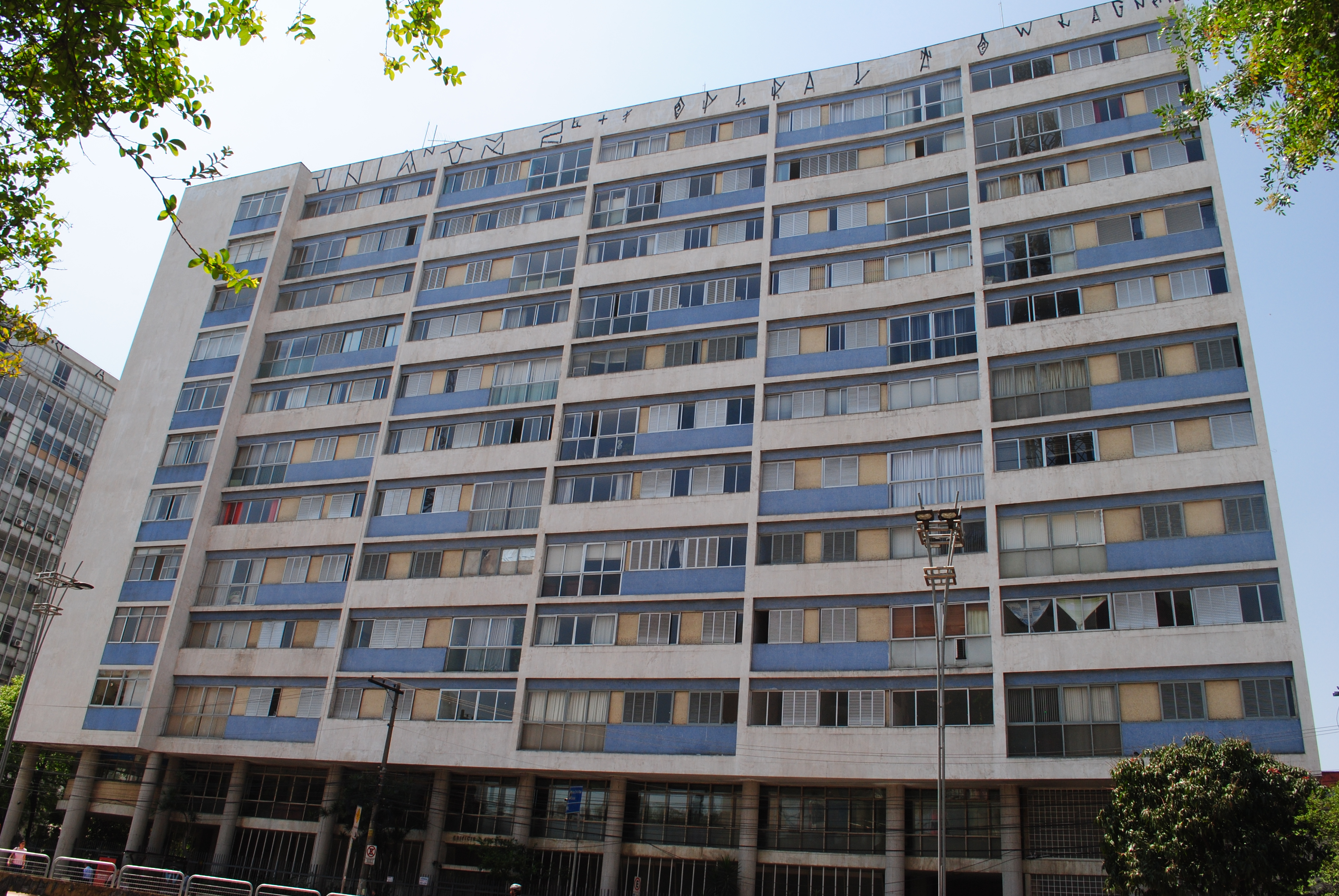
Detalhes arquitetônicos, face para Avenida Paulista.
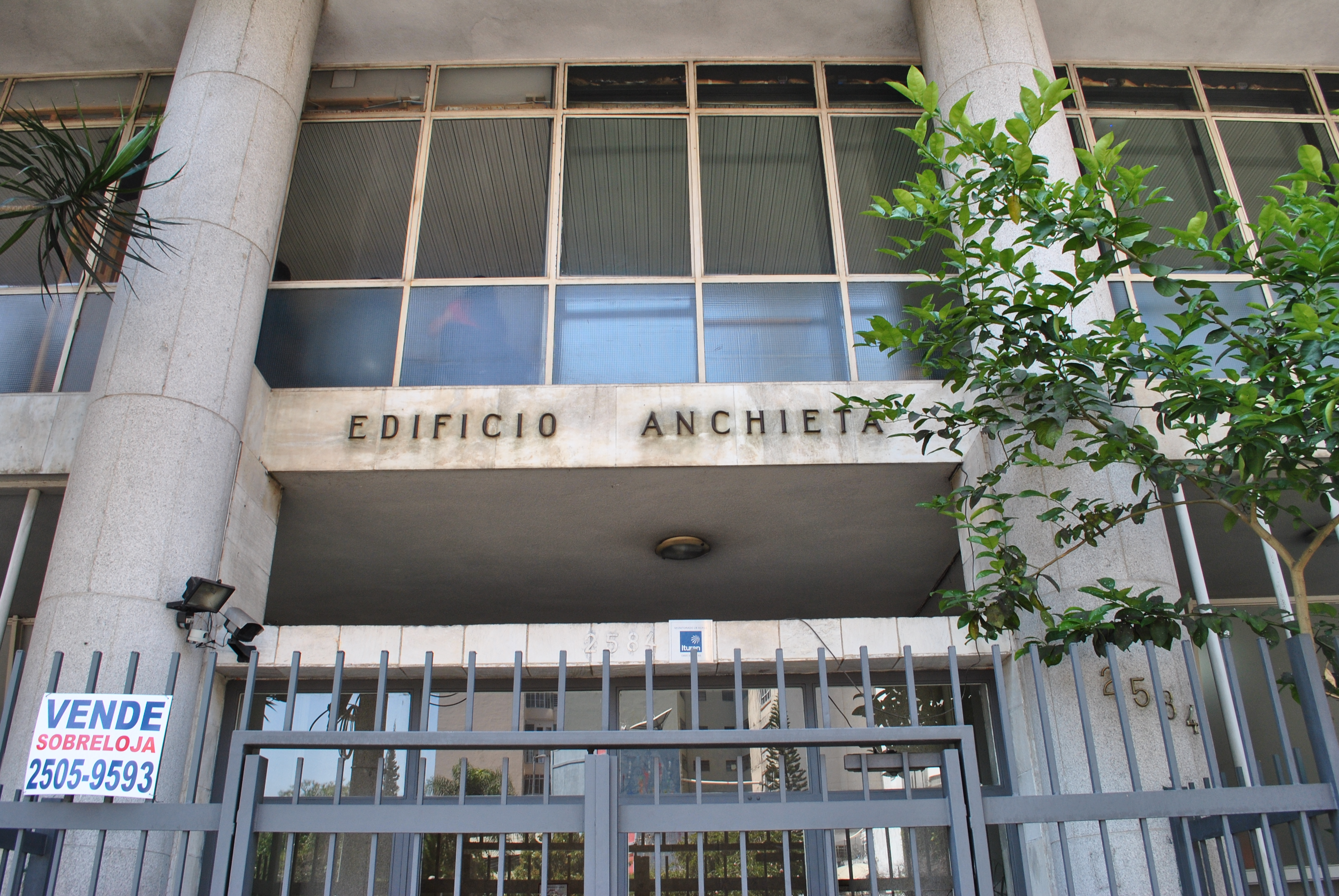
Entrada do Edifício Anchieta.
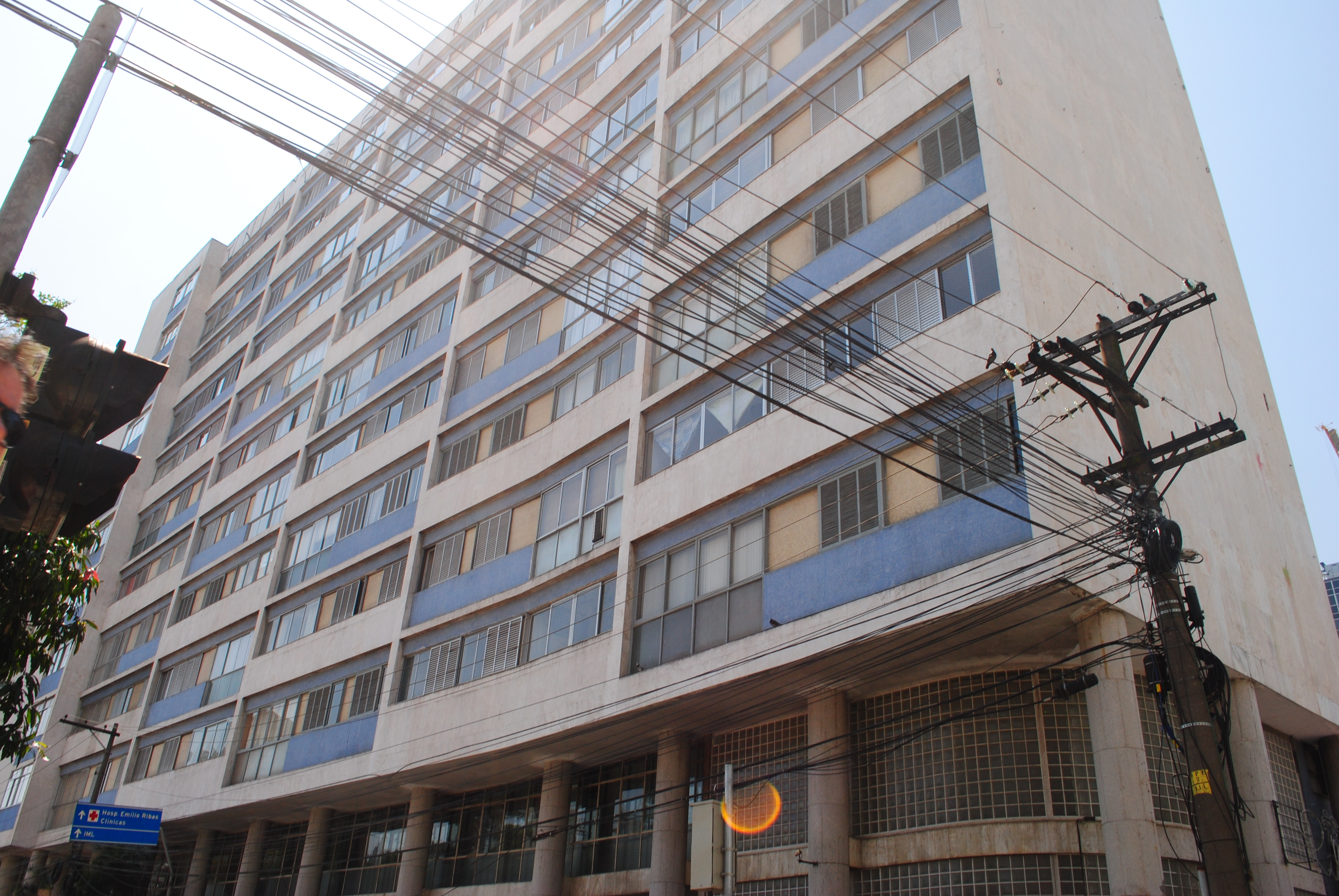
Fachada com face para Avenida Paulista.
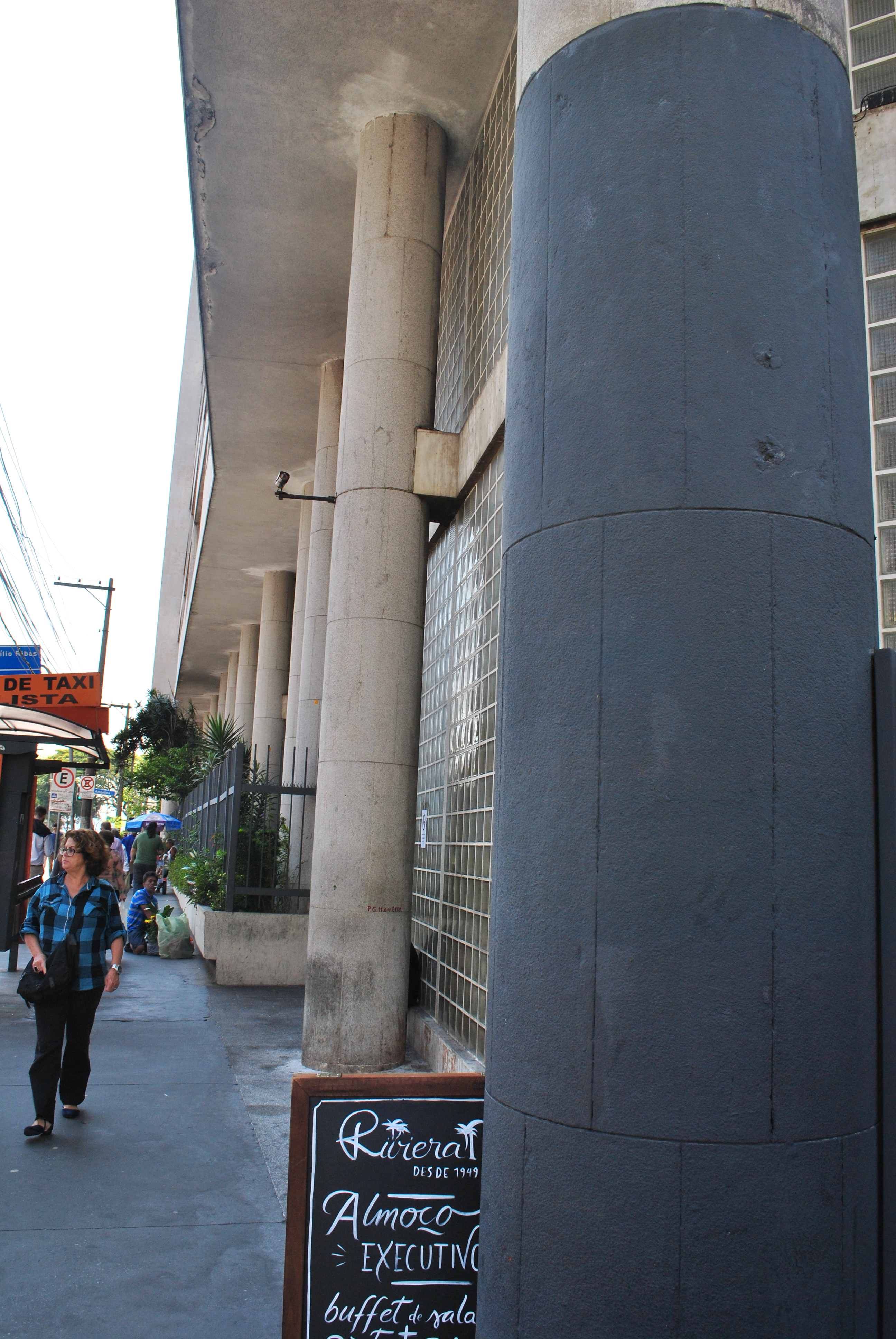
Detalhe das colunas, face para Avenida Paulista.
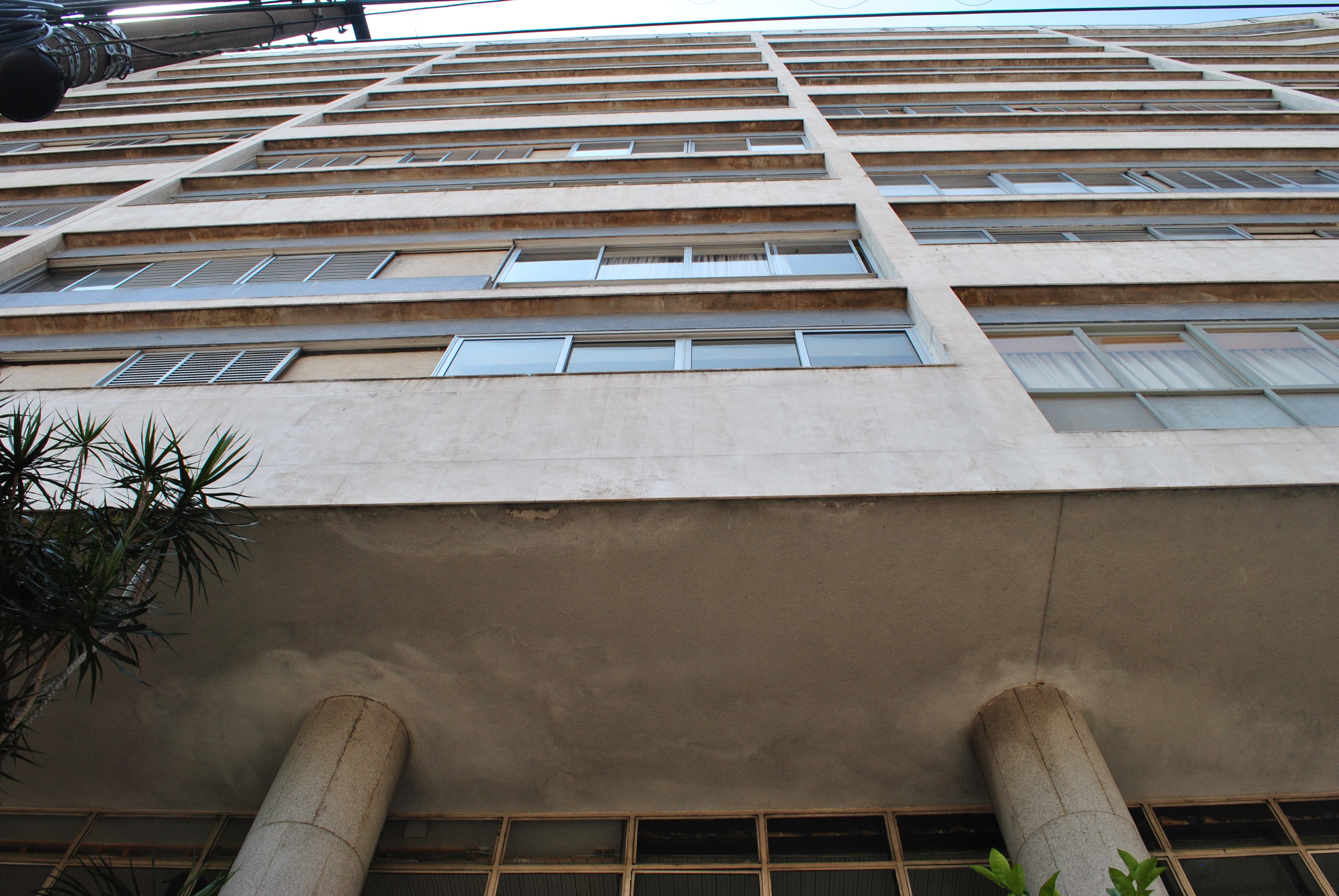
Visão inferior, face para Avenida Paulista.
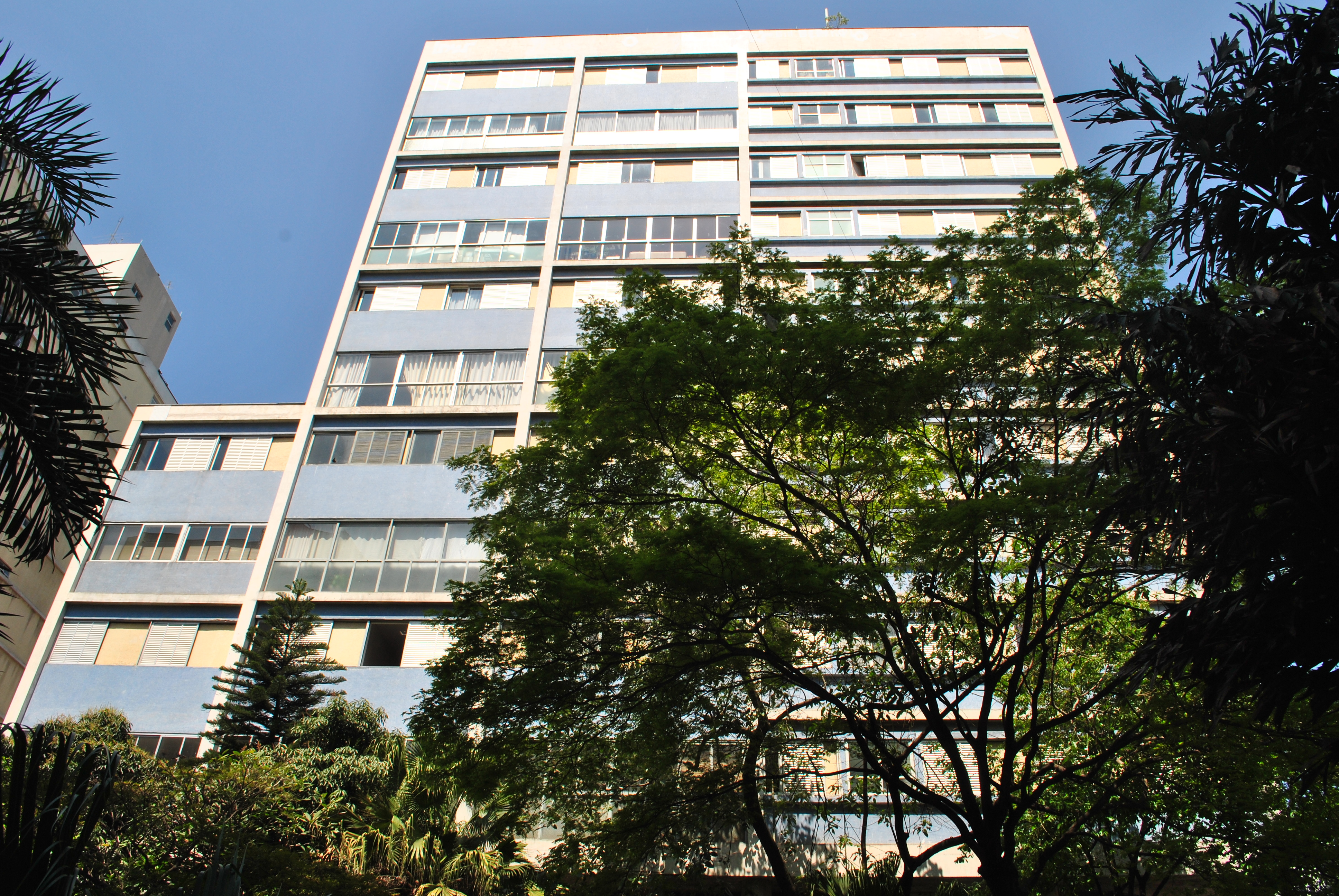
Face para Avenida Angélica.